# Ci chiami o Patria
Ci chiami o Patria (in tedesco Rufst du mein Vaterland, in francese Ô monts indépendants, in romancio E clomas tger Paeis), altrimenti noto come Il Canto della Patria (in tedesco Vaterlandslied, in francese Le Chant de la Patrie) è stato l'inno nazionale della Svizzera.

## Storia
L'originale testo tedesco fu scritto nel 1811 dal professore di filosofia bernese Johann Rudolf Wyss, che adottò la melodia dell'inno nazionale del Regno Unito God Save the King/Queen. 
Adottato successivamente come inno nazionale, ricoprì tale funzione fino al 1961, anno in cui le autorità elvetiche, giudicando eccessiva la somiglianza tra tale canto e l'inno britannico, lo rimpiazzarono con il Salmo Svizzero.

## Testo

### Italiano
1.

Ci chiami, o Patria,

uniti impavidi

snudiam l'acciar!

Salute Elvezia!

Tuoi prodi figli,

Morat, San Giacomo,

non obliar!
2.

Laddove è debole

dell'Alpi l'egida

che il ciel ci diè,

ti farem argine

dei petti indomiti:

È dolce, Elvezia

morir per te!
3.

Ma quando l'Angelo

di pace assidesi

sui nostri allor,

Soletta Elvezia,

l'arti e l'industrie,

Oh! Quanto apprestano

nuovo splendor!

### Tedesco
1.

Rufst du mein Vaterland

Sieh uns mit Herz und Hand,

All dir geweiht

Heil dir, Helvetia!

Hast noch der Söhne ja,

Wie sie Sankt Jakob sah,

Freudvoll zum Streit!
2.

Da, wo der Alpenkreis

Nicht dich zu schützen weiss

Wall dir von Gott,

Stehn wir den Felsen gleich,

Nie vor Gefahren bleich,

Froh noch im Todesstreich,

Schmerz uns ein Spott.
3.

Nährst uns so mild und treu,

Hegst uns so stark und frei,

Du Hochlandbrust!

Sei denn im Feld der Not,

Wenn Dir Verderben droht,

Blut uns ein Morgenrot,

Tagwerk der Lust.
4.

Sanft wie der Alpensee,

Sturmlos am Gletscherschnee

Webt unser Mut.

Graus tobt der See, geschreckt,

Wenn ihn Gewitter deckt,

So wir zum Kampf erweckt,

Wut wider Wut.
5.

Und wie Lawinenlast

Vorstürzt mit Blitzeshast –

Grab allumher –

Werf in den Alpenpfad,

Wenn der Zerstörer naht,

Rings sich Kartätschensaat

Todtragend schwer.
6.

Vaterland, ewig frei,

Sei unser Feldgeschrei,

Sieg oder Tod!

Frei lebt, wer sterben kann,

Frei, wer die Heldenbahn

Steigt als ein Tell hinan.

Mit uns der Gott!
7.

Doch, wo der Friede lacht

Nach der empörten Schlacht

Drangvollem Spiel,

O da viel schöner, traun,

Fern von der Waffen Grau'n,

Heimat, dein Glück zu bau'n

Winkt uns das Ziel!

### Francese
1.

Ô monts indépendants,

répétez nos accents,

nos libres chants.

A toi Patrie,

Suisse chérie,

le sang, la vie

de tes enfants.
2.

Nous voulons nous unir,

nous voulons tous mourir

pour te servir.

O notre mère!

De nous sois fière,

sous ta bannière

tous vont partir.
3.

Gardons avec fierté

l'arbre au Grutli planté

la liberté!

Que d'âge en âge,

malgré l'orage,

cet héritage

soit respecté.

### Romancio
1.

E clomas, tger paeis,

iglis ties unfants baleis

an grevs cumbats.

Nous suandagn gugent

igl ties appel gugent

cugl Spiert e cor valent

digls antenats.
2.

Ma noua tg'igl rampar

n'at pò betg ple tgirar,

è igl Signour.

Sot sia protecziun,

davaint'igl pour liun,

stat aint cun persvasiun

per noss'onour.
3.

O tger paeis an flour,

a tè nous dagn santour

an pietad.

Tè lainsa onorar

igl ties cunfegn salvar,

defender segl rampar

la libertad.